# Doctrina Paasikivi-Kekkonen

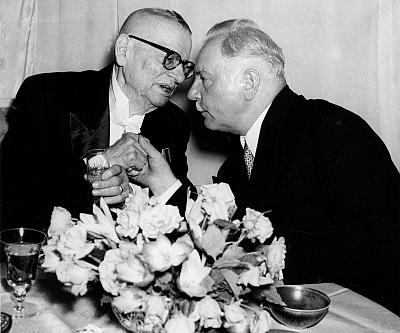
El presidente finlandés J.K. Paasikivi reunido con Kliment Voroshilov, jefe del presidio del Soviet Supremo. Fotografía de 1960

Se conoce como doctrina Paasikivi-Kekkonen a una doctrina de política exterior aplicada en Finlandia entre 1946 y 1982, establecida por el presidente Juho Kusti Paasikivi y continuada por su sucesor Urho Kaleva Kekkonen, dirigida a la supervivencia de Finlandia como un país independiente soberano, democrático y capitalista en las proximidades de la Unión Soviética.
El principal arquitecto de la política exterior de neutralidad de posguerra de Finlandia fue Juho Kusti Paasikivi, que fue presidente de 1946 a 1956. Urho Kekkonen, presidente de 1956 hasta 1982, desarrolló esta política, enfatizando que Finlandia debería tener una neutralidad activa y no pasiva.

## Antecedentes
Finlandia y la Unión Soviética firmaron el Tratado de Paz de París en febrero de 1947, que, además de las concesiones del Tratado de Paz de Moscú, preveía la limitación del tamaño de las fuerzas de defensa de Finlandia, la cesión a la Unión Soviética del área de Petsamo en la costa del Ártico, el arrendamiento de la península de Porkkala de Helsinki a los soviéticos para su uso como base naval durante 50 años (devuelta en 1956) y 300 millones de dólares en oro como reparación de guerra a los soviéticos (dinero estimado en 570 millones de dólares en 1952, el año en que terminaron los pagos).

## Realización

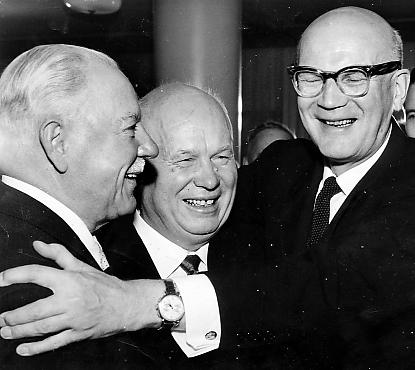
Kliment Voroshilov, jefe de Estado soviético, Nikita Jrushchov, primer secretario del Partido Comunista, y Urho Kekkonen, presidente de Finlandia, en un encuentro diplomático

En abril de 1948, Finlandia firmó un Acuerdo de Amistad, Cooperación y Asistencia Mutua con la Unión Soviética. Bajo este pacto de asistencia mutua, Finlandia estaba obligada, con la ayuda de la Unión Soviética, si era necesario, para resistir los ataques armados de "Alemania o sus aliados" (es decir, la OTAN) contra Finlandia o contra la Unión Soviética a través de Finlandia. Al mismo tiempo, el acuerdo reconocía el deseo de Finlandia de permanecer fuera de los conflictos de las grandes potencias. Este acuerdo fue renovado por 20 años en 1955, en 1970 y nuevamente en 1983. Esto permitió a Finlandia conservar su independencia en asuntos internos, por ejemplo, un sistema parlamentario multipartidista, y no unirse al Bloque Soviético. Sin embargo, unirse a la OTAN u otra alianza con Occidente estaba fuera de discusión y la política exterior a menudo era limitada.

## Crítica
Los finlandeses contemporáneos a menudo criticaron la doctrina Paasikivi-Kekkonen por tender hacia una "liturgia" de buenas relaciones. Además, la política estaba fuertemente ligada a la persona del presidente Kekkonen, quien en consecuencia explotó su posición como "garante de las relaciones soviéticas" contra los opositores políticos.
La crítica posterior ha incluido, entre otros, los siguientes puntos:
- La Unión Soviética no consideraba a Finlandia como un país neutral, sino que "luchaba por ser neutral". Aunque Kekkonen fue en gran medida exitoso en retener el poder soberano sobre los asuntos en Finlandia, la posición de Finlandia en asuntos internacionales, como la invasión de Checoslovaquia, a menudo era ambigua o amiga de los soviéticos. La Unión Soviética tenía una misión diplomática inusualmente grande en Finlandia, y Kekkonen se comunicó con la Unión Soviética a través del jefe de la estación de la KGB en lugar de hacerlo por canales diplomáticos regulares. Los soviéticos intervinieron en la política finlandesa de varias maneras, por ejemplo, a través del Partido Comunista de Finlandia.[3]

- La política tenía poco respeto en Occidente. Los elementos de la política exterior occidental y el personal militar o no conocían la política o asumieron que era un fracaso desde el principio. Con respecto al primero, se sabía que los oficiales militares británicos habían preguntado cuántas tropas soviéticas había en Finlandia. Con respecto a esto último, se entrenaron armas nucleares en objetivos en Finlandia, con la suposición de que cualquier posible resistencia finlandesa a una invasión soviética sería un fracaso.

- Hubo cooperación encubierta entre el gobierno finlandés y las agencias de inteligencia occidentales. La CIA podría financiar al anticomunista Partido Socialdemócrata, un partido importante, a menudo líder del gobierno, aunque gradualmente se convirtió en un partido prosoviético a fines de la década de 1960, con muchos izquierdistas radicales que tenían cargos influyentes entre otros partidos similares. También hubo cooperación de inteligencia militar, por ejemplo, permitiendo que los vuelos de SIGINT sondearan la red de radar soviética y proporcionaran datos sísmicos para detectar pruebas nucleares soviéticas.

## Finalización
Los finlandeses respondieron cautelosamente en 1990-91 al declive del poder soviético y la posterior disolución de la URSS. Anularon unilateralmente las restricciones impuestas por los tratados de 1947 y 1948 con la excepción de la prohibición de adquirir armas nucleares, uniéndose a las preocupaciones de los países nórdicos sobre el golpe contra el líder soviético Mijaíl Gorbachov y dando un creciente aliento no oficial a la independencia de las repúblicas bálticas.
Al sustituir el pacto de asistencia mutua fino-soviético por tratados de cooperación general y comercio, los finlandeses se ponen en pie de igualdad y mantienen una relación bilateral amistosa. Finlandia ahora está impulsando los vínculos comerciales transfronterizos y promocionando su potencial como puerta de entrada comercial a Rusia.